# Hombre de La Braña
El hombre de La Braña, formalmente La Braña 1 y La Braña 2, son los restos de dos hombres del Mesolítico, de hace unos 7000 años (en torno al 5000 a. C.) encontrados en la cueva conocida como La Braña-Arintero, en el municipio español de Valdelugueros (provincia de León). El yacimiento se encuentra a 1489 metros sobre el nivel del mar, altitud que ha ayudado a la conservación de restos orgánicos.
El yacimiento fue excavado, después de su descubrimiento casual en 2006, por arqueólogos de la Junta de Castilla y León liderados por el arqueólogo Julio Manuel Vidal Encinas. Los indicios apuntan a que se trata de un depósito intencionado de los cadáveres dentro de un ritual funerario.
El genoma extraído de los restos del hombre La Braña 1 fue el primero en secuenciarse de un europeo del Mesolítico. Su estudio reveló que pertenecían al mismo grupo genético que los habitantes de Eurasia occidental y central, enraizado en el Paleolítico Superior, y que probablemente tenían la piel oscura y ojos azules.